# Leonard Jenyns
Leonard Jenyns, später Leonard Blomefield (* 25. Mai 1800 in London; † 1. September 1893 in Bath) war ein britischer Geistlicher, Käfersammler, Zoologe und Botaniker.

## Leben
Leonard Jenyns war der vierte und jüngste Sohn des Geistlichen George Leonard Jenyns (1763–1848) und dessen Frau Mary Heberden (1763–1832). Er wuchs in Bottisham Hall in der Grafschaft Cambridgeshire auf. Um 1812 wurde er durch seinen Onkel Leonard Chappelow (1744–1820) ermutigt sich mit Naturgeschichte zu beschäftigen. 1813 verließ er die Schule in Putney und ging nach Eaton. 1818 wechselte er an das St. John’s College in Cambridge. Dort erwarb er 1822 den Abschluss als Bachelor (B.A.) und 1825 den als Master (M.A.).
Am 25. Mai 1823 empfing er die Weihe zum Diakon und wurde für die Kuratie von Swaffham Bulbeck verantwortlich. Ein gutes Jahr später, am 6. Juni 1824,  wurde er zum Priester geweiht. Am 31. Dezember 1827 wurde er schließlich Vikar.
1844 heiratet er Jane Daubeny, die jedoch bereits 1860 verstarb. Von 1854 bis 1860 ist Jenyns für die Kuratie von Woolley bei Bath verantwortlich. Nach dem Tod seiner Frau zieht er nach Bath und heiratet 1862 seine zweite Frau Sarah Hawthorn.
Im Juli 1871 hinterließ ihm Francis Blomefield, ein Cousin des Vaters von Jenyns, sein Eigentum unter der Bedingung, dass Jenyns seinen Namen in Blomefield ändere. Die Namensänderung in Leonard Blomefield trat am 27. September 1871 in Kraft.

## Wirken
Ende der 1820er galt Jenyns als der führende Sammler von Käfern in Cambridge, wodurch ihn auch Charles Darwin kennenlernte. 1831 wurde ihm angeboten, Robert FitzRoy, Kapitän der Beagle auf dessen Reise nach Südamerika zu begleiten, was er jedoch auf Grund seiner seelsorgerischen Pflichten abgelehnte.
Jenyns hatte sich zuvor schon mit Beiträgen zur Ornithologie, über Fledermäuse und die Kreuzkröte einen Ruf als Wissenschaftler gemacht. 1835 veröffentlichte Jenyns ein umfangreiches Werk über die britischen Wirbeltiere. Darwin bat ihn um 1837 den im Rahmen seiner Zoologie der Reise der H.M.S. Beagle geplanten Band über die Fische zu bearbeiten.
Am 18. Februar 1855 gründete Jenyns den Bath Natural History and Antiquarian Field Club für dessen Zeitschrift Proceedings of the Bath Natural History Society and Antiquarian Field Club er über zwanzig Jahre lang Beiträge verfasste. 1869 übergab er der Royal Literary and Scientific Institution seine etwa 1200 Bände umfassende Bibliothek, sein etwa 40 Bände umfassendes Herbarium britischer Pflanzen, sowie 4 Bände seines Briefwechsels.
Albert Günther benannte 1861 zu dessen Ehre die Fischgattung Jenynsia (Anablepidae).

## Mitgliedschaften
Leonard Jenyns war Mitglied zahlreicher wissenschaftlicher Gesellschaften:
- 1822 Mitglied der Cambridge Philosophical Society
- 1822 Mitglied der Linné-Gesellschaft
- 1826 Gründungsmitglied der Zoologischen Gesellschaft
- 1832 Mitglied der British Association for the Advancement of Science
- 1834 Mitglied der Entomologischen Gesellschaft
- 1835 Mitglied der Geologischen Gesellschaft
- 1839 Ehrenmitglied der Boston Society of Natural History
- 1842 Ehrenmitglied der Royal Zoological Society of Ireland
- 1844 Gründungsmitglied der Ray Society
- 1855 Gründer und Präsident des Bath Natural History and Antiquarian Field Club (18. Februar 1855)
- 1863 Gründungsmitglied der Anthropological Society of London

## Schriften

### Werke
- A Manual of British Vertebrate Animals, Observations in Natural History. Cambridge 1835; online
- Fish. The Zoology of the Voyage of H.M.S. Beagle, under the command of Captain Fitzroy, R.N., during the years 1832 to 1836. Band 4, Smith, Elder & Co. 1840–1842
- The natural history of Selborne by the late Rev. Gilbert White, M.A. A new edition, with notes. London 1843 (als Herausgeber)
- Observations in natural history: with an introduction on habits of observing, asconnected with the study of that science. Also a calendar of periodic phenomena in natural history; with remarks on the importance of such registers. London 1846
- Van Voorst’s naturalists’ almanack. London 1847 (als Herausgeber)
- Observations in meteorology. London 1858; online
- Memoir of the Rev. John Stevens Henslow. John Van Voorst 1862 online
- Reminiscences of William Yarrell. Bath  1885
- Reminiscences of Prideaux John Selby. Bath 1885
- Chapters in My Life. 1. Auflage 1887, 2. Auflage 1889 (Autobiographie)

### Zeitschriftenbeiträge (Auswahl)
- Observations on the ornithology of Cambridgeshire. In: Transactions of the Cambridge Philosophical Society. Band 2, 1827, S. 287–324
- The distinctive Characters of two British species of Plecotus, supposed to have been confounded under the name of Long-eared Bat. In: Transactions of the Linnean Society. Band 16, S. 53–66, 1828
- Some observations on the common bat of Pennant: with an attempt to prove its identity with the Pipistrelle of French authors. In: Transactions of the Linnean Society. Band 16, S. 159 ff., 1829 (3. Februar gelesen)
- Some Observations on the Habits and Character of the Natter-Jack of Pennant, with a List of Reptiles found in Cambridgeshire. In: Transactions of the Cambridge Philosophical Society. Band 3, 1830, S. 373 ff. online
- A Monograph on the British species of Cyclas and Pisidium In: Transactions of the Cambridge Philosophical Society. Band 4, 1833, S. 289 ff. online
- Some remarks on the study of zoology, and on the present state of the science. In: Magazine of Zoology and Botany Band 1, S. 1–31, Edinburgh 1837 online
- Further remarks on the British Shrews, including the distinguishing Character of two Species previously confounded. In: Annals and Magazine of Natural History: including Zoology, Botany and Geology. Band 1, S. 417–427, London 1838 online
- Notes on some Shrews brought from Germany by W. Ogilby, Esq., including the description of an apparently New Species. In: Annals and Magazine of Natural History: including Zoology, Botany and Geology. Band 2, S. 323–328, London 1838–1839 online
- On a new species of bat found in the county of Durham, and preserved in the museum belonging to the Durham University. In: Annals and Magazine of Natural History: including Zoology, Botany and Geology. Band 3, S. 73–76, London 1839; online
- Three Undescribed Species of Cimex closely allied to the Common Bed-Bug. In: Annals and Magazine of Natural History: including Zoology, Botany and Geology. Band 3, S. 241–244, London 1839
- On the variation of species. In: Report of the 26th meeting of the British Association for the Advancement of Science held at Cheltenham, Transactions of the sections. S. 101–105, 1856

## Nachweise

## Weiterführende Literatur
- Ian Wallace: Leonard Jenyns: Darwin's lifelong friend.  Bath Royal Literary and Scientific Institution, Bath 2005. ISBN 0-9544941-1-3